# Scalvaia
Scalvaia è una frazione del comune italiano di Monticiano, nella provincia di Siena, in Toscana.

## Storia
Il borgo era anticamente conosciuto con il nome di Folgori e nacque a partire dal XIII secolo come corte alle dipendenze del castello di Luriano, nel territorio comunale di Chiusdino. La frazione si sviluppò maggiormente a partire dal XVIII secolo, quando venne edificata la chiesa. Lo storico Emanuele Repetti afferma che la località era abitata nel 1833 da 117 unità.
Negli ultimi anni della seconda guerra mondiale, l'11 marzo 1944, si consumò presso il cimitero di Scalvaia una strage in cui persero la vita dieci partigiani, fucilati dai fascisti.

## Monumenti e luoghi d'interesse
- Chiesa di San Biagio, edificio risalente al XVIII secolo, sede di parrocchia citata dal XIII secolo.
- Monumento ai martiri di Scalvaia, cippo funebre posto in onore dei caduti dell'11 marzo 1944.

## Sport
Il gioco della Palla 21, o Palla eh!, è un antico gioco popolare conosciuto e praticato a Scalvaia, uno dei pochi borghi, insieme a quelli di Torniella, Piloni, Vetulonia e Tirli, in provincia di Grosseto, e Ciciano, in provincia di Siena, dove questo tradizionale sport è sopravvissuto ancora oggi. Questi paesi si sfidano ogni anno in un regolare torneo amatoriale.